# Afbindingshage
En afbindingshage er et led til at afbinde, tildanne og foreløbig samle tømmer før det endelig rejses i en bygning.
Det er udformet som et svært, 30–40 cm langt, to gange vinkelbøjet jernstykke med tilspidsede, kileformede, vinkelret på hinanden vendende ender, der bruges til at sammenholde emner mens de bearbejdes af tømreren på afbindingspladsen.
Afbindingshager anvendes både ved tilhugning af emnerne og medens der bores huller til (træ)nagler. De spidse ender vender vinkelret på hverandre fordi de skal slås i på langs ad træets årer.
Af synonyme udtryk findes holdehage, klemme, og klemhage.

Holdehagen er egentlig et stykke billedskærerværktøj og bruges ligeledes i forbindelse med karetmagerens radstok.

## Ekstern Henvisning
- http://www.baskholm.dk/haandbog/haandbog.html Arkiveret 16. september 2008 hos  Wayback Machine

Teknisk Leksikon, 1943